# 朝鮮労働党中央委員会政治局常務委員会
朝鮮労働党中央委員会政治局常務委員会（ちょうせんろうどうとうちゅうおういいんかいせいじきょくじょうむいいんかい、朝鮮語: 조선로동당 중앙위원회 정치국 상무위원회）とは、朝鮮労働党中央委員会政治局の局員から構成される党の最高意思決定機関である。

## 来歴
1980年10月10日に開催された第6次党大会により金日成、金一、呉振宇、金正日、李鐘玉が指名された。
その後、金日成（1994年）を始めとして何人かの常務委員がこの世を去るなどの状況により1997年には金正日のみとなる。その後、朝鮮労働党が長い間党大会を開催せず、政治局常務委員会は欠員補充がなされない状態が続いてきたため、政治局常務委員は金正日一人を残して、朝鮮労働党における指導機関としての役割を喪失した。
しかし、2010年に開催された第3次代表者会議（代表者会）によって、金正日、金永南、崔永林、趙明禄、李英浩の5人が選出され、朝鮮労働党の中央機関に代わって、政治局常務委員会として再び機能を取り戻した。
2012年には第4次代表者会議（代表者会）によって金正恩、崔竜海の2名が選出され、同年7月に開かれた政治局会議で李英浩が解任された。また、2015年2月には崔竜海が解任され、4月には朝鮮人民軍総政治局局長の黄炳瑞が選出された。
2016年5月、朝鮮労働党は36年ぶりに党大会を開催し、金正恩、金永南、黄炳瑞、朴奉珠、崔竜海の5人を政治局常務委員に選出した。
2021年1月に開催された第8次党大会で金正恩、崔竜海、李炳鉄、金徳訓、趙甬元が選出され、朴奉珠が退任した。
2021年6月に朝鮮労働党党中央委員会第8期第2回政治局拡大会議で李炳鉄が解任された。
2021年9月に朝鮮労働党中央委員会第8期第3回政治局拡大会議で朴正天が補選された。
2022年4月に李炳鉄が補選された。
2023年1月に朝鮮労働党中央委員会第8期第6回総会拡大会議で朴正天が解任された。

## 第六次政治局常務委員会
| 画像 | 姓名   | 任期開始   | 任期終了   | 主要役職                                                                                     |
| ---- | ------ | ---------- | ---------- | -------------------------------------------------------------------------------------------- |
|      | 金日成 | 1980年10月 | 1994年7月  | 朝鮮労働党中央委員会総書記 朝鮮労働党中央軍事委員会委員長 国家主席                           |
|      | 金一   | 1980年10月 | 1984年3月  | 国家副主席                                                                                   |
|      | 呉振宇 | 1980年10月 | 1995年2月  | 朝鮮労働党中央軍事委員会副委員長 朝鮮民主主義人民共和国国防委員会第一副委員長                |
|      | 金正日 | 1980年10月 | 2011年12月 | 朝鮮労働党総書記 朝鮮労働党中央軍事委員会委員長 朝鮮民主主義人民共和国国防委員会委員長       |
|      | 李鐘玉 | 1980年10月 | 1983年6月  | 朝鮮民主主義人民共和国政務院総理                                                             |
|      | 金正恩 | 2012年4月  | 再任       | 朝鮮労働党第一書記 朝鮮労働党中央軍事委員会委員長 朝鮮民主主義人民共和国国防委員会第一委員長 |
|      | 金永南 | 2010年9月  | 2019年4月  | 最高人民会議常任委員会委員長                                                                 |
|      | 崔永林 | 2010年9月  | 2013年4月  | 朝鮮民主主義人民共和国内閣総理                                                               |
|      | 趙明禄 | 2010年9月  | 2010年11月 | 朝鮮民主主義人民共和国国防委員会第一副委員長 朝鮮人民軍総政治局局長                          |
|      | 李英浩 | 2010年9月  | 2012年7月  | 朝鮮労働党中央軍事委員会副委員長 朝鮮人民軍総参謀長                                          |
|      | 崔竜海 | 2012年4月  | 2015年2月  | 朝鮮労働党中央軍事委員会副委員長 朝鮮人民軍総政治局局長                                      |
|      | 黄炳瑞 | 2015年4月  | 2018年4月  | 朝鮮労働党中央軍事委員会副委員長 朝鮮人民軍総政治局局長                                      |

## 第七次政治局常務委員会
| 画像 | 姓名   | 任期開始  | 任期終了  | 主要役職 |
| ---- | ------ | --------- | --------- | --- |
|      | 金正恩 | 再任      | 現任      | 朝鮮労働党委員長 朝鮮労働党中央軍事委員会委員長 朝鮮民主主義人民共和国国務委員会委員長                                                         |
|      | 金永南 | 2010年9月 | 2019年4月 | 最高人民会議常任委員会委員長 |
|      | 黄炳瑞 | 2015年4月 | 2018年4月 | 朝鮮労働党中央軍事委員会副委員長 朝鮮人民軍総政治局局長                                                                                        |
|      | 崔竜海 | 再任      | 現任      | 朝鮮民主主義人民共和国国務委員会副委員長（2019年まで） 朝鮮民主主義人民共和国国務委員会第一副委員長（2019年から） 最高人民会議常任委員会委員長 |
|      | 朴奉珠 | 2016年5月 | 2021年1月 | 内閣総理（2019年まで） 朝鮮労働党中央委員会副委員長（経済担当、2021年1月まで） 朝鮮民主主義人民共和国国務委員会副委員長（2021年9月まで）       |
|      | 金徳訓 | 2020年8月 | 現任      | 朝鮮労働党中央委員会副委員長 内閣総理 |
|      | 李炳鉄 | 2020年8月 | 現任      | 朝鮮労働党中央委員会副委員長 朝鮮労働党中央軍事委員会副委員長 朝鮮民主主義人民共和国国務委員会委員                                             |

## 第八次政治局常務委員会
| 画像 | 姓名   | 任期開始       | 任期終了           | 主要役職 |
| ---- | ------ | -------------- | ------------------ | --- |
|      | 金正恩 | 再任           | 現任               | 朝鮮労働党中央委員会総書記 朝鮮労働党中央軍事委員会委員長 朝鮮民主主義人民共和国国務委員会委員長                                 |
|      | 崔竜海 | 再任           | 現任               | 朝鮮民主主義人民共和国国務委員会第一副委員長 最高人民会議常任委員会委員長                                                        |
|      | 趙甬元 | 2021年1月      | 現任               | 朝鮮労働党中央委員会組織担当書記 朝鮮労働党中央軍事委員会委員                                                                    |
|      | 金徳訓 | 再任           | 現任               | 内閣総理 朝鮮民主主義人民共和国国務委員会副委員長（2021年9月から）                                                               |
|      | 朴正天 | 2021年9月      | 退任 2023年1月まで | 朝鮮労働党中央委員会書記 朝鮮労働党中央軍事委員会副委員長（2022年4月から2023年1月まで）                                          |
|      | 李炳鉄 | 再任 2022年4月 | 現任               | 朝鮮労働党中央委員会書記 朝鮮労働党中央軍事委員会副委員長（2021年6月まで） 朝鮮民主主義人民共和国国務委員会委員（2021年9月まで） |